# Вико (Напуљ)
Вико (итал. Vico) је насеље у Италији у округу Напуљ, региону Кампанија.
Према процени из 2011. у насељу је живело 695 становника. Насеље се налази на надморској висини од 151 м.